# Ettore Allodoli
Ettore Allodoli (Firenze, 6 febbraio 1882 – Firenze, 26 maggio 1960) è stato uno scrittore, critico letterario, biografo e pubblicista italiano.

## Biografia
Scrittore, critico letterario e biografo. Nato a Firenze il 6 febbraio 1882, si laurea in lettere presso l'Istituto di studi superiori della sua città d'origine e si dedica all'insegnamento. Dal 1940 è titolare della cattedra di letteratura italiana presso la facoltà di architettura dell'università di Firenze. Legato da grande amicizia a Giovanni Papini, è da quest'ultimo spinto, a soli sedici anni, a pubblicare una antologia di letteratura portoghese (1898) e quindi una storia della letteratura giapponese (1905).
Curatore di molte edizioni di testi classici della letteratura italiana, nel 1921 pubblica la sua prima opera di narrativa, "Il domatore di pulci e altri fatti della mia vita", a cui seguono altri testi sempre di narrativa, tra cui Amici di casa (1923), Novelle morali (1923), Racconti di Vallombrosa (1950). È anche autore di numerosi libri per ragazzi, come Il ragazzo risuscitato, 1923, A guisa di stella, 1926, Il castello di Atlante, 1933, ecc.
Allodoli ha pubblicato anche manuali e testi scolastici. Dell'intellettuale fiorentino si ricordano molti volumi di biografie di personalità di primo piano della storia e dell'arte italiana, come Michelangelo, Cellini, Giovanni dalle Bande Nere, Francesco Ferrucci, Savonarola, i Medici. Sul versante della critica letteraria, ha scritto articoli, monografie e curato edizioni di Boccaccio, Michelangelo, Aretino, Doni, Celio Malespini, John Webster, Giambattista Andreini, i poeti burleschi del Seicento, Dati, Gigli, Antonio Malatesti, Metastasio, Alfieri, Keats, Foscolo, Vincenzo Monti, Leopardi, Gioberti, Giuseppe Giusti, de Vigny, D'Azeglio, Carducci, Fucini, Pascoli, D'Annunzio. Numerose e intense anche le sue collaborazioni a riviste e giornali, spesso con interventi incentrati sullo studio della lingua e della letteratura italiana. Nel 1939 gli è stato assegnato il premio dell'Accademia d'Italia. Si spegne a Firenze il 26 maggio 1960, a causa di una grave forma di esaurimento nervoso che già lo aveva colpito nel 1944 costringendolo a un lungo ricovero in una casa di cura per malattie mentali.

## Archivio
Il Fondo Allodoli, acquistato dal Gabinetto Vieusseux nel 1987, documenta l'attività letteraria e la vita privata e familiare dello scrittore fiorentino. Riordinato è consultabile presso l'Archivio contemporaneo "Alessandro Bonsanti". Gabinetto Vieusseux.

## Opere (selezione)
- Il castello di Atlante, Biblioteca Economica per i ragazzi, Bemporad
- L'assedio di Firenze : raccontato alla gioventù italiana nel quarto centenario della morte di Francesco Ferrucci (1530-1930), Firenze, Bemporad, 1930.
- Il romanzo della Volpe , riduzione e rifacimento del Reineke Fuchs di Goethe (per questo libro, nel carteggio con l'editore Bemporad, conservato nell'Archivio della Casa Editrice Giunti Bemporad Marzocco[4] l'Allodoli scriveva a Bemporad in data 19 gennaio 1926: ... Il romanzo della Volpe è veramente riuscito benissimo: me ne compiaccio con Lei, col pittore Sto  (che non ho il piacere di conoscere personalmente)...e con me...
- Cuor di sorella
- Collodi nel suo centenario ,  che è una parte del testo letto in Palazzo Vecchio per la commemorazione di Carlo Collodi, avvenuta il 26 febbraio 1927 e tenuta dall'Allodoli (sostituto dell'oratore designato Ermenegildo Pistelli,  scomparso il 14 gennaio 1927). L'articolo apparve nel Bollettino del R. Provveditorato agli studi della Liguria, intitolato La Liguria Scolastica (anno II, n.1, gennaio 1927, pp. 9–12). In questo articolo l'autore, dopo la firma, avverte che il contenuto proviene da una conferenza di prossima pubblicazione, in realtà mai pubblicato. Il centenario della nascita di Collodi, nato il 24 novembre 1826, ricorreva nel 1926,  ma il discorso celebrativo fu tenuto nel 1927.
- Eternità di Pinocchio articolo scritto da Ettore Allodoli nel periodico I Diritti della Scuola del 20 novembre 1941 (estratto dell'articolo commemorativo per Collodi)
- Il Domatore di Pulci e altri fatti della mia vita, Firenze, Casa Editrice La Nave, 1890
- Papini, Firenze, N.E.M.I., 1934
- Giovanni Papini, Cinquantenario di un'amicizia (1892-1942), Firenze, Le Monnier, 1942
- Alberto Albertoni e Ettore Allodoli, Vocabolario della lingua italiana, Firenze, F. Le Monnier, 1947. (varie riedizioni fino all'11ª nel 1971)